# Triatlo nos Jogos Paralímpicos de Verão de 2024
O Triatlo nos Jogos Paralímpicos de Verão de 2024, em Paris, na França, aconteceu na Ponte Alexandre III. Esta é a terceira vez que o triatlo será programado nos Jogos Paralímpicos. Há onze eventos (seis eventos masculinos e cinco femininos); três eventos a mais do que os anteriormente disputados nas Paralimpíadas de verão de 2020.
O percurso da corrida foi de 750 m de natação, 20 de passeio de bicicleta e 5 km percorridos durante a corrida. A parte da prova de natação foi realizada no Rio Sena, enquanto os percursos de ciclismo e corrida percorreram as principais ruas de Paris como a Champs-Élysées e a Avenue Montaigne, cruzando o Sena pela Pont des Invalides e chegando ao Quai d'Orsay e a última etapa da corrida de 5 km terminou na Ponte Alexandre III.
Inicialmente previsto para os dias 1° e 2 de setembro, as provas do dia primeiro passaram para o dia 2 por conta das chuvas em Paris, causando a poluição do Rio Sena.

## Qualificação
Foram 120 vagas qualificadas no triatlo (54 masculinas, 50 femininas e 16 livres). O período de qualificação paralímpica foi de 1º de julho de 2023 a 1º de julho de 2024. Um NPC pode enviar no máximo 2 atletas por evento. Das 120 vagas, 104 serão qualificadas por meio de processo de classificação e outras 16 serão preenchidas com convite bipartite pela World Triathlon.
- Uma vaga de qualificação é alocada para o NPC e não para o atleta individual; entretanto, no Convite da Comissão Bipartite, a vaga é alocada para o atleta individual e não para o NPC.
- Um NPC pode alocar no máximo duas vagas por evento de medalha e/ou no máximo dezesseis atletas no total.
- Na lista de classificação paraolímpica da ITU, os nove melhores atletas do sexo masculino ou feminino obtêm, cada um, uma vaga de qualificação em cada evento de medalha.

## Calendário
Todos os eventos começaram às 6:30 da manhã e terminaram às 11h10 da manhã (UTC+2)
| CA | Cerimônia de abertura | ● | Finais do evento | CE | Cerimônia de encerramento |

| Qua 28 de agosto | Qui 29 de agosto | Sex 30 de agosto | Sáb 31 de agosto | Dom 1 de setembro | Seg 2 de setembro | Ter 3 de setembro | Qua 4 de setembro | Qui 5 de setembro | Sex 6 de setembro | Sáb 7 de setembro | Dom 8 de setembro | Ouro medalhas |
| ---------------- | ---------------- | ---------------- | ---------------- | ----------------- | ----------------- | ----------------- | ----------------- | ----------------- | ----------------- | ----------------- | ----------------- | ------------- |
| CA               |                  |                  |                  |                   | •                 |                   |                   |                   |                   |                   | CE                | 11            |

## Medalhistas
| Evento               | Ouro                            | Prata                              | Bronze                               |
| -------------------- | ------------------------------- | ---------------------------------- | ------------------------------------ |
| Masculino (Detalhes) | Jetze Plat NED Países Baixos    | Florian Brungraber POL Polônia     | Geert Schipper NED Países Baixos     |
| Masculino (Detalhes) | Jules Ribstein FRA França       | Mohamed Lahna USA Estados Unidos   | Mark Barr USA Estados Unidos         |
| Masculino (Detalhes) | Daniel Molina ESP Espanha       | Max Gelhaar GER Alemanha           | Nico Van Der Burgt NED Países Baixos |
| Masculino (Detalhes) | Alexis Hanquinquant FRA França  | Carlson Clough USA Estados Unidos  | Nil Riudavets ESP Espanha            |
| Masculino (Detalhes) | Chris Hammer USA Estados Unidos | Ronan Cordeiro BRA Brasil          | Martin Schulz GER Alemanha           |
| Masculino (Detalhes) | Dave Ellis GBR Grã-Bretanha     | Thibaut Rigaudeau FRA França       | Antoine Perel FRA França             |
| Feminino (Detalhes)  | Lauren Parker AUS Austrália     | Kendall Gretsch USA Estados Unidos | Leanne Taylor CAN Canadá             |
| Feminino (Detalhes)  | Hailey Danz USA Estados Unidos  | Veronica Yoko Plebani ITA Itália   | Allysa Seely USA Estados Unidos      |
| Feminino (Detalhes)  | Megan Richter GBR Grã-Bretanha  | Marta Francés ESP Espanha          | Hannah Moore GBR Grã-Bretanha        |
| Feminino (Detalhes)  | Grace Norman USA Estados Unidos | Claire Cashmore GBR Grã-Bretanha   | Lauren Steadman GBR Grã-Bretanha     |
| Feminino (Detalhes)  | Susana Rodríguez ESP Espanha    | Francesca Tarantello ITA Itália    | Anja Renner GER Alemanha             |

### Quadro de medalhas
| Pos.                | País                | Ouro | Prata | Bronze | Total |
| ------------------- | ------------------- | ---- | ----- | ------ | ----- |
| 1                   | Estados Unidos      | 3    | 3     | 2      | 8     |
| 2                   | Grã-Bretanha        | 2    | 1     | 2      | 5     |
| 3                   | Espanha             | 2    | 1     | 1      | 4     |
| 3                   | França              | 2    | 1     | 1      | 4     |
| 5                   | Países Baixos       | 1    | 0     | 2      | 3     |
| 6                   | Austrália           | 1    | 0     | 0      | 1     |
| 7                   | Itália              | 0    | 2     | 0      | 2     |
| 8                   | Alemanha            | 0    | 1     | 2      | 3     |
| 9                   | Brasil              | 0    | 1     | 0      | 1     |
| 9                   | Áustria             | 0    | 1     | 0      | 1     |
| 11                  | Canadá              | 0    | 0     | 1      | 1     |
| Total (11 entradas) | Total (11 entradas) | 11   | 11    | 11     | 33    |